# Pin-Ups 2
Pour les articles homonymes, voir Pin-up (homonymie).
Pour plus de détails, voir Fiche technique et Distribution.
Pin-Ups 2 est un film américain pornographique, réalisé en 1999 par Andrew Blake
avec entre autres la future célèbre mannequin et stripteaseuse Dita von Teese qui est représentée sur la couverture du film.
En 2001, le film a été nommé pour quatre AVN Awards :
- Best All-Sex Film
- Best Art Direction-Film
- Best Cinematography (Andrew Blake)
- Best Editing-Film (Andrew Blake)

## Distribution
- Dita von Teese
- Anita Blond
- Inari Vachs
- Regina
- Nina Kornikova
- Temptress
- Dale DaBone

## Pin-Ups 1
La première version du film, sortie également en 1999, comprenait comme actrices : Dahlia Grey, Regina Hall, Lea Martini, Katja Kean, Tracy Ryan et Laura Palmer

## Anecdotes
- En Avril 2008, le journal britannique The Sun révèle au grand public, le passé pornographique lesbien de Dita von Teese[3].